# Freyn Engineering Company
Фрейна компания, Фрейн инжиниринг компани (англ. Freyn Engineering Company), американская консалтинговая компания, специализировавшаяся на вопросах промышленного строительства. 
Учреждена в 1914 году Генри Джозефом Фрейном (англ. Freyn, Henry Joseph) (1876–1956) со штаб-квартирой в г. Чикаго, штат Иллинойс.
В 1927 году компания заключила рамочное соглашение с советским правительством об оказании технического содействия.
В прессе это соглашение называли «первой вехой в передаче Советскому Союзу западной технологии в области металлургии» — оно предполагало строительство 18 новых металлургических предприятий (включая Кузнецкий металлургический комбинат и Магнитогорский металлургический комбинат), а также модернизацию около 40 существовавших металлургических заводов.
К августу 1927 года специалисты Гипромеза подготовили технические задания для проектирования Кузнецкого завода и передали их в компанию Фрейна. В 1928 году Фрейн подписала с властями договор на проектирование завода. Это предприятие непосредственно проектировалось в чикагском офисе, а рабочие чертежи делались в Советском Союзе совместными усилиями американских и советских специалистов. Параллельно с этим проект получил одобрение на высшем политическом уровне. 7 февраля 1928 года Политбюро ЦК ВКП (б) утвердило подготовленные проекты Совета народных комиссаров по строительству Магнитогорского, Кузнецкого и Керченского металлургических заводов.
Группа американских инженеров "Фрейн инжиниринг компани" находилась в СССР с 1929 по 1933 год, когда соглашение было аннулировано.